# Broken Barricades
Broken Barricades è il quinto album dei Procol Harum, pubblicato nel 1971. Fu l'ultimo album di Robin Trower con il gruppo, prima che iniziasse la carriera solista.

## Tracce
1. Simple Sister
2. Broken Barricades
3. Memorial Drive
4. Luskus Delph
5. Power Failure
6. Song for a Dreamer
7. Playmate of the Mouth
8. Poor Mohammed

## Formazione
- Chris Copping - organo Hammond, basso elettrico
- B.J. Wilson - batteria
- Robin Trower - chitarra
- Gary Brooker - pianoforte, sintetizzatore, voce
- Keith Reid - testi